# Faux Apollon
Archon apollinus
Espèce
Statut de conservation UICN

 NT  : Quasi menacé
Le Faux Apollon (Archon apollinus) est une espèce de lépidoptères appartenant à la famille des Papilionidae et à la sous-famille des Parnassiinae. 

## Description
Le Faux Apollon est un papillon de taille moyenne dont l'envergure va de 25 à 30 mm. Les ailes sont en grande partie transparentes le fond jaune est plus présente sur l'aile postérieure. il exists 3 taches noires sur l'aile supérieure. L'aile postérieure est bordée de six taches rouge et bleu près de la marge.

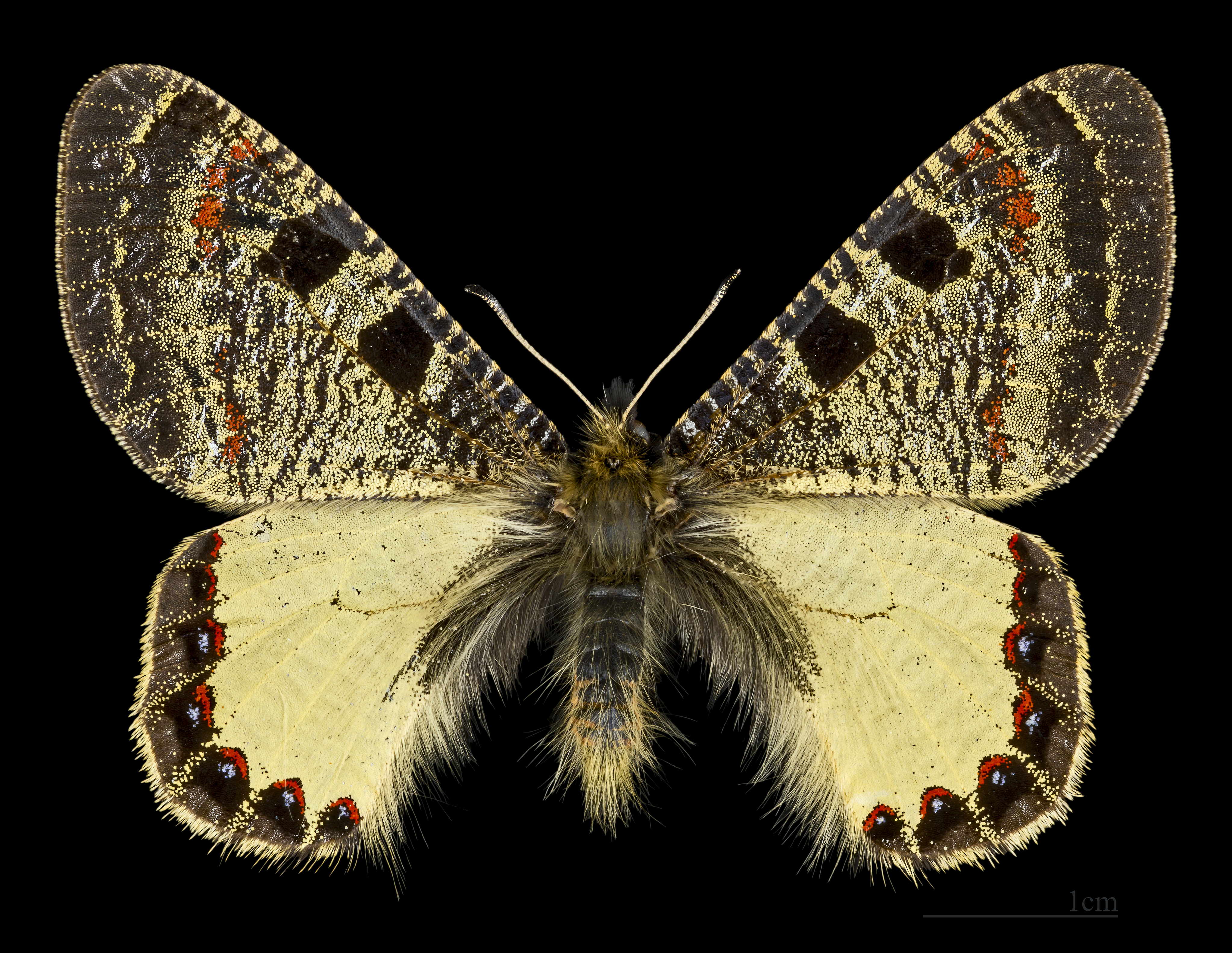
♂ Face dorsale MHNT
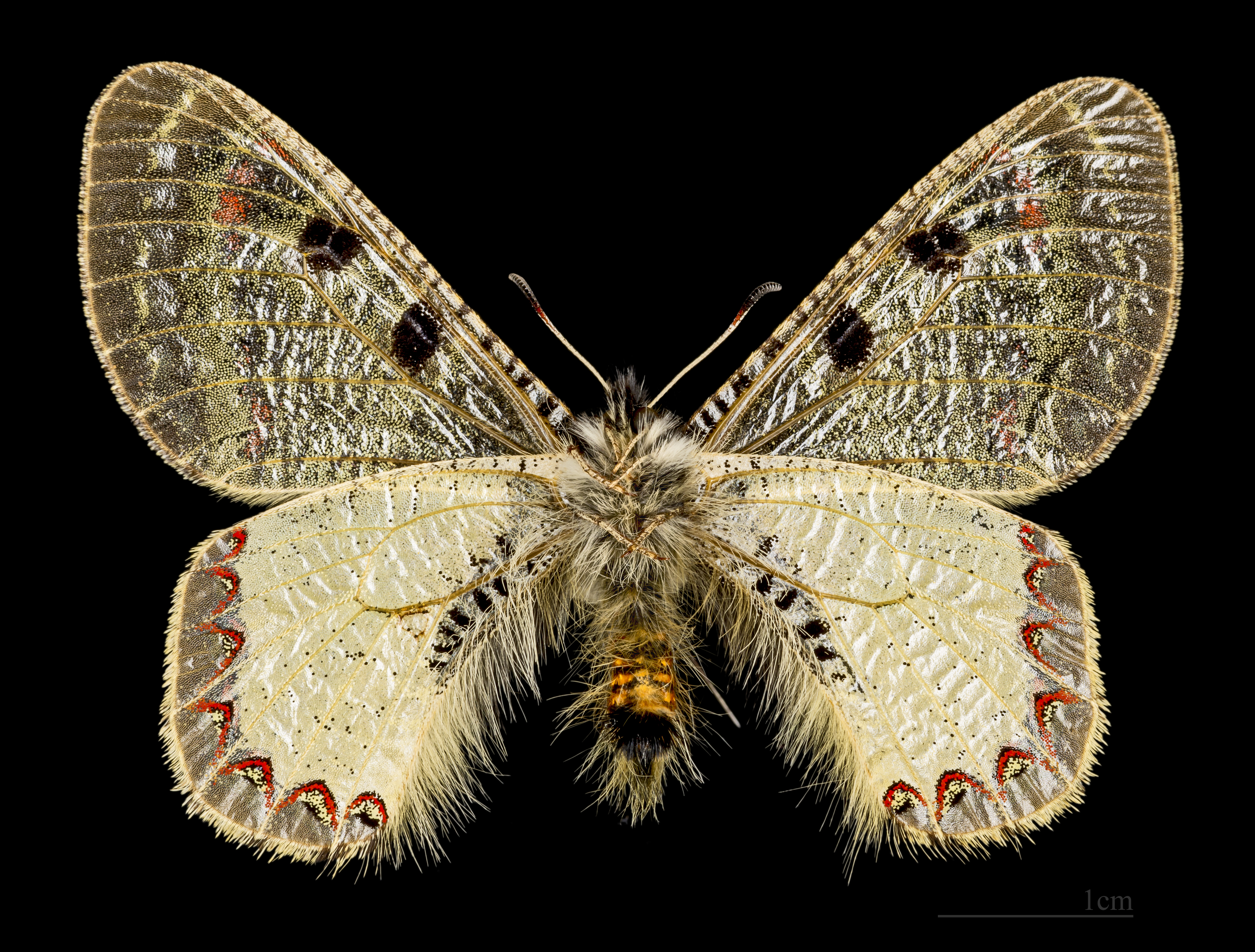
♂ Face ventrale MHNT
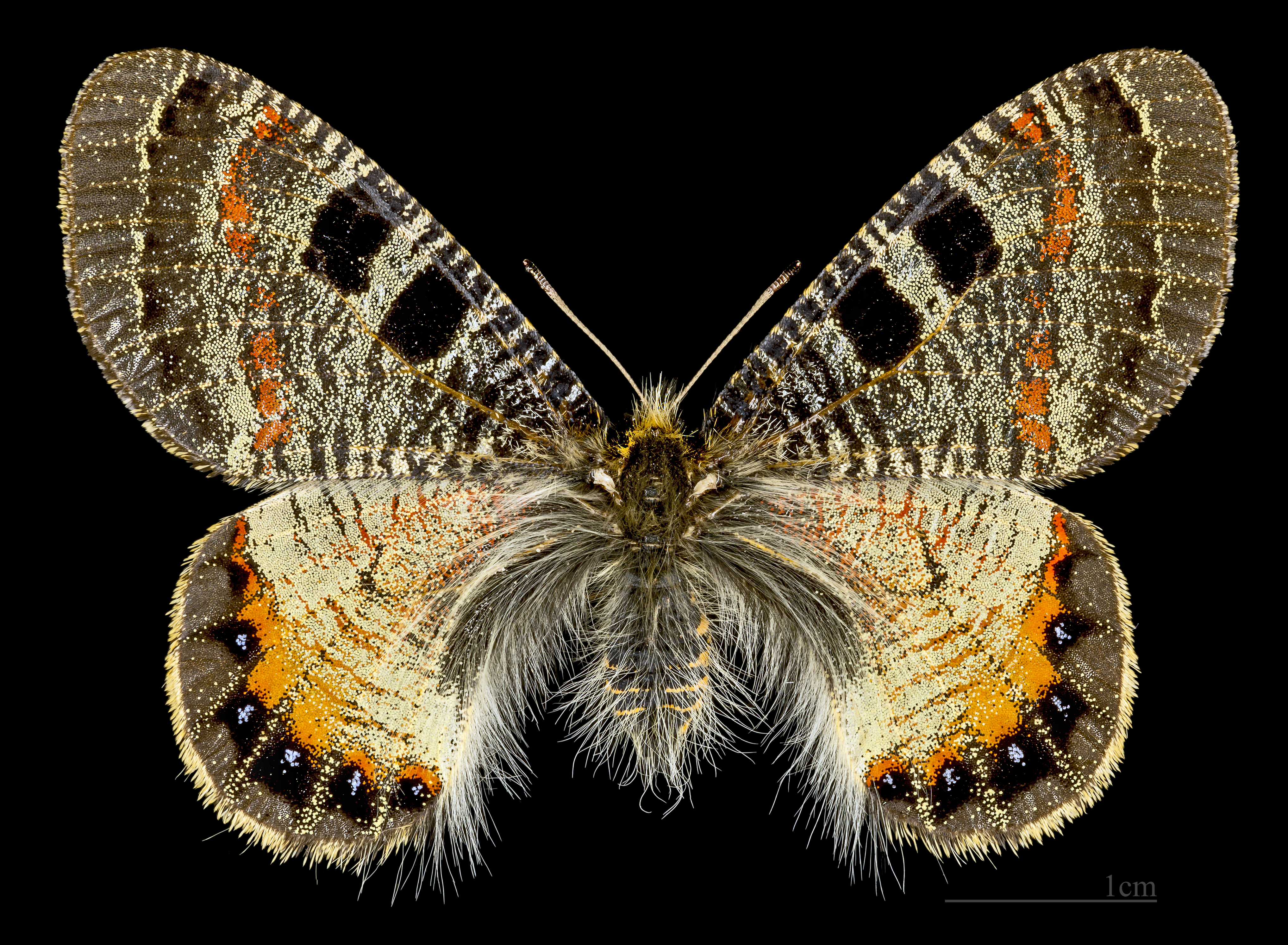
♀ Face dorsale MHNT
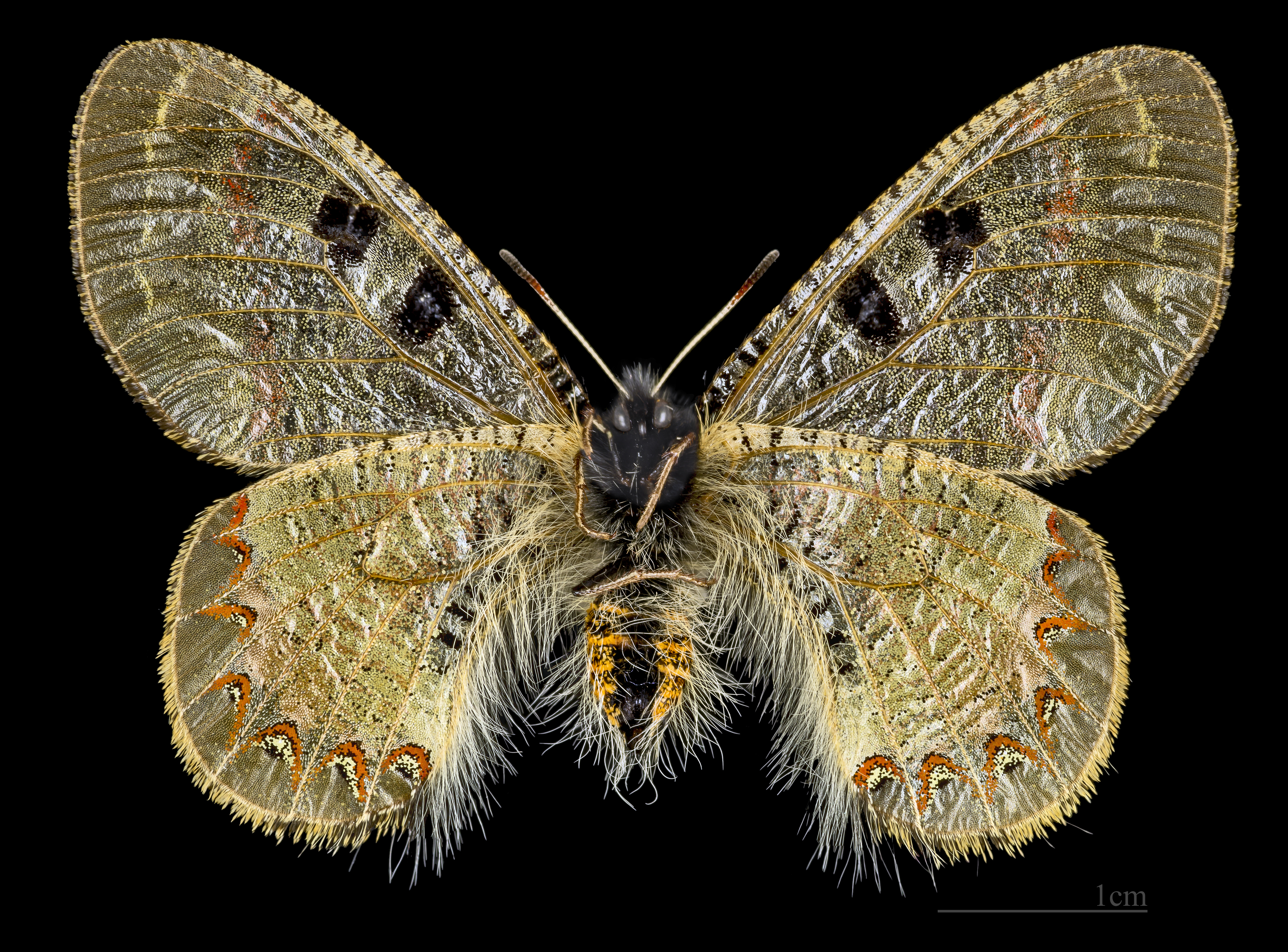
♀ Face ventrale MHNT

### Chenille et chrysalide
Les œufs, déposés de mars à mai, donnent des chenilles noires ornées de quatre taches rouges sur chaque segment ; elles forment des chrysalides en juillet.

## Biologie

### Période de vol et hivernation
L'hivernation se fait au stade de chrysalide.
La période de vol s'étend de janvier à mai, mi-mars mi-avril en Europe, une seule génération.

### Plantes hôtes
Les plantes hôtes sont des aristoloches : Aristolochia hastata, Aristolochia poecilanta, Aristolochia scarabidula, Aristolochia parvifolia, Aristolochia clematitis.

## Répartition et habitats
Son aire de répartition comprend toute l'Asie occidentale, Turquie d'Europe et d'Asie, Syrie, Liban, Israël, Jordanie.
En Europe, il est rare, en isolats vulnérables et uniquement présents de Grèce et de Bulgarie jusqu'à la mer Caspienne.
L'espèce est inféodée aux terrains caillouteux jusqu'à 1500 mètres, principalement les olivettes et les vignobles.

## Systématique
L'espèce Archon apollinus a été décrite par l'entomologiste allemand Johann Friedrich Wilhelm Herbst en 1789, sous le nom initial de Papilio apollinus.
C'est l'espèce type pour le genre Archon.

### Synonymie
- Papilio apollinus Herbst, 1789 – protonyme
- Papilio pythius Esper, 1805[4]
- Papilio thia Hübner, 1805[5]
- Doritis apollinus var. krystallina Schilde, 1884[6]
- Doritis apollinus var. bellargus Staudinger, 1892[7]
- Doritis apollinus ab. rubra Staudinger, 1892[7]
- Doritis apollinus var. thracica Buresch, 1915[8]

### Liste des sous-espèces
- Archon apollinus amasina en Turquie à Amasya
- Archon apollinus thracica (Buresch, 1915) en Turquie à Kuru Dagi
- Archon apollinus armeniaca (Sheljuzhko, 1925) en Turquie à Akbunuz
- Archon apollinus wyatti (Koçak, 1976) en Turquie à Isparta
- Archon apollinus wageneri (Koçak, 1976)  en Turquie à Marash
- Archon apollinus lichyi (Carbonell & Brévignon, 1983) sud de la Turquie
- Archon apollinus annii (Ondrias et al., 1979) Grèce
- Archon apollinus bellargus (Staudinger, 1892) en Syrie à Kassab
- Archon apollinus drusica (De Freina & Leestmans, 2003) Djebel ed Drùz en Syrie
- Archon apollinus krystallina à Jérusalem

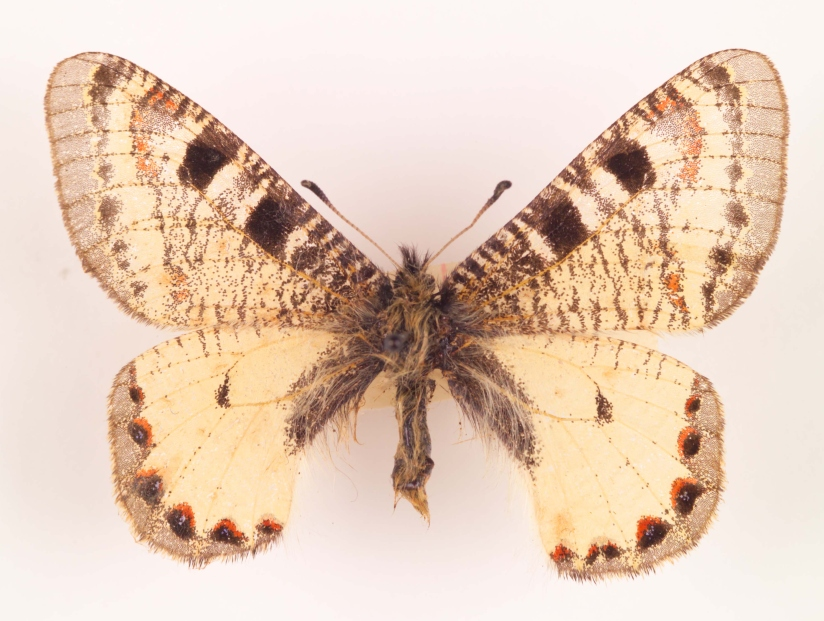
Archon apollinus amasina (Amasya, Turquie)
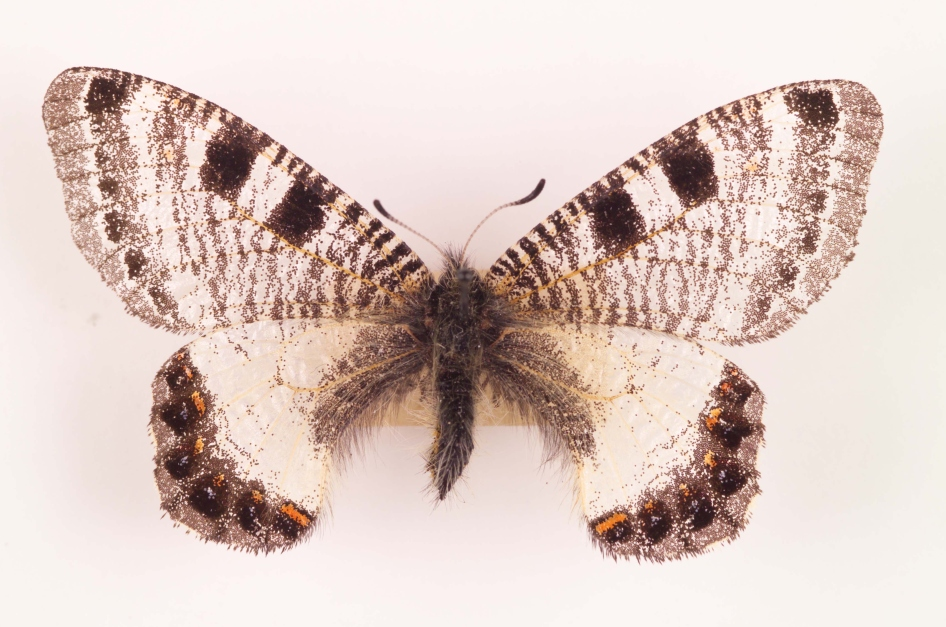
Archon apollinus krystallina (Jerusalem)

## Noms vernaculaires
Le Faux Apollon se nomme False Apollo en anglais.